# کلود مه
کلود مه (فرانسوی: Claude May‎؛ ۱۸ ژوئیه ۱۹۱۳ – ۳ ژوئیه ۲۰۰۹) بازیگر اهل فرانسه بود.
از فیلم‌هایی که وی در آنها نقش داشته‌است می‌توان به آتول کا اشاره کرد.